# Tadeusz Wierzejski
Tadeusz Wierzejski (ur. 12 września 1892 w Stanisławowie, zm. we wrześniu 1974 w Warszawie) – polski kolekcjoner dzieł sztuki, ofiarodawca na rzecz polskich zbiorów muzealnych, kustosz Muzeum Narodowego w Warszawie.

## Życiorys
W 1922 roku był oficerem rezerwy 5 Lwowskiego Pułku Artylerii Polowej. Został zweryfikowany w stopniu kapitana ze starszeństwem z 1 czerwca 1919 roku w korpusie oficerów rezerwy artylerii. W 1923 roku był oficerem rezerwy 8 Pułku Artylerii Ciężkiej w Toruniu.
Tadeusz Wierzejski zaczął kolekcjonować dzieła sztuki w okresie II Rzeczypospolitej we Lwowie. W okresie II wojny światowej prowadził antykwariat w Krakowie. Po ucieczce okupantów niemieckich z Krakowa wraz z Adolfem Szyszko-Bohuszem zajął się zabezpieczaniem porzuconych zbiorów wawelskich.
Zgromadził wielką kolekcję dzieł sztuki, szczególnie porcelany miśnieńskiej. W ostatnich latach życia przekazał swoje zbiory polskim muzeom, szczególnie: Muzeum Okręgowemu w Toruniu, Zamkowi Królewskiemu na Wawelu i Zamkowi Królewskiemu w Warszawie oraz Muzeum Sztuk Użytkowych w Poznaniu.
W roku 1949 Wierzejski przekazał do Muzeum Narodowego w Poznaniu zestaw mebli z przeznaczeniem dla pałacu Raczyńskich w Rogalinie.
W 1970 roku staraniem Wydawnictwa „Arkady” opublikowana została „Kobierce wschodnie”, którą napisał wspólnie z Marią Kałamajską-Saeed.